# Signe Lagerlöw-Sandell
Signe Alfrida Isabella Lagerlöw-Sandell, född 27 juni 1881 i Trollhättan, död 17 december 1970 i Göteborg, var en svensk författare och redaktör, bland annat medarbetare i veckotidningen Hvar 8 dag. Hon var lokalredaktör i Linköping för Östergötlands Dagblad från 1907.
Lagerlöw-Sandell var dotter till bokbindarmästare Carl Emil Lagerlöw och från 1919 gift med kassör John Sandell. De är begravda på Östra kyrkogården i Göteborg.